# سفارة البرازيل في السويد
سفارة البرازيل في السويد هي أرفع تمثيل دبلوماسي لدولة البرازيل لدى السويد. تقع السفارة في بلدية ستوكهولم وهي تهدف لتعزيز المصالح البرازيلية في السويد.

## وصلات خارجية
- قائمة سفارات البرازيل
- قائمة السفارات في السويد